# Milionia nigra
Milionia nigra là một loài bướm đêm trong họ Geometridae.